# Танопулос, Димитриос
Димитриос Танопулос (греч. Δημήτριος Θανόπουλος; род. 2 августа 1959, Stemnitsa) — греческий борец греко-римского стиля, призёр Олимпийских игр, чемпион мира среди военнослужащих, девятикратный (1978, 1979, 1981, 1982, 1984, 1987—1990) чемпион Греции.

## Биография
Родился в Аркадии, в деревне ювелиров Стемница. В 1972 году вместе с семьёй переехал в Афины, где занялся борьбой. В клуб его привёл старший брат, однако по настоянию старшего брата, Димитриос занимался ещё и лёгкой атлетикой (бегом). Будущий призёр олимпийских игр совмещал занятия борьбой и бегом вплоть до 1976 года, когда его способности к борьбе стали явными.  
В 1978 году в первый раз стал чемпионом Греции. В 1979 году занял четвёртое место на Балканских играх, в 1979 году был бронзовым призёром Средиземноморских игр. В 1981 году остался двенадцатыми на чемпионате Европы. В 1982 году стал победителем турнира European Market Championship и был седьмым на Гран-при Германии.  В 1983 году занял первое место на чемпионате мира среди военнослужащих и был серебряным призёром Средиземноморских игр.  В 1984 году занял седьмое место на чемпионате Европы.
На Летних Олимпийских играх 1984 года в Лос-Анджелесе боролся в категории до 82 килограммов (средний вес). Участники турнира, числом в 12 человек в категории, были разделены на две группы. За победу в схватках присуждались баллы, от 4 баллов за чистую победу и 0 баллов за чистое поражение. Когда в каждой группе определялись три борца с наибольшими баллами (борьба проходила по системе с выбыванием после двух поражений), они разыгрывали между собой места в группе. Затем победители групп встречались в схватке за первое-второе места, занявшие второе место — за третье-четвёртое места, занявшие третье место — за пятое-шестое места.
Димитриос Танопулос с трудом, но вошёл в число трёх финалистов группы. В финале первую встречу проиграл финну Ярмо Овермарку, что принесло греку один балл, а Овермарку три. Во второй встрече Овермарк проиграл чемпиону олимпийских игр 1976 года югославу Момиру Петковичу, причём со счётом 6-0, не проведя засчитанных действий. В результате у Овермарка осталось три балла, у Петковича также стало три. В третей встрече Танопулос победил Петковича, что принесло ему три балла, а Петковичу балл, и количество баллов грека и югослава сравнялось, но из-за личной победы первое место в группе занял Танопулос (фактически всего лишь из-за того, что Овермарку не удалось заработать хотя бы очко во встрече с Петковичем). 
В финальной встрече Танопулос встречался с титулованным борцом, чемпионом мира и Европы Йоном Драйкой. Однако, встреча началась с того, что Танопулос провёл приём и лидировал со счётом 2-0. Но многоопытный Драйка сумел вырвать победу со счётом 3-4, а Танопулос стал серебряным призёром олимпиады. По словам греческого борца «Никто не ожидал, что я мог бы завоевать медаль…Я боролся тяжело (в турнире), но после каждой схватки, моя вера росла. Когда я победил Петковича, я не радовался, потому что ждал финала против великого спортсмена. Там я превзошёл себя, но Драйка выиграл честно» 
| Выступление на Олимпийских играх 1984 года | Выступление на Олимпийских играх 1984 года | Выступление на Олимпийских играх 1984 года   | Выступление на Олимпийских играх 1984 года | Выступление на Олимпийских играх 1984 года | Выступление на Олимпийских играх 1984 года | Выступление на Олимпийских играх 1984 года | Выступление на Олимпийских играх 1984 года |
| Круг                                       | Соперник                                   | Страна                                       | Результат                                  | Счёт                                       | Баллы                                      | Всего баллов                               | Время схватки                              |
| ------------------------------------------ | ------------------------------------------ | -------------------------------------------- | ------------------------------------------ | ------------------------------------------ | ------------------------------------------ | ------------------------------------------ | ------------------------------------------ |
| 1                                          | Ясутоси Морияма                            | Япония                                       | Победа                                     | Дисквалификация (пассивность)              | 3                                          | 3                                          | 5:22                                       |
| 2                                          | Эрнесто Раццино                            | Италия                                       | Победа                                     | 6-4                                        | 3                                          | 6                                          | 6:00                                       |
| 3                                          | Зигфрид Зейбольд                           | Федеративная Республика Германии (1949—1990) | Победа                                     | 7-6                                        | 3                                          | 9                                          | 6:00                                       |
| Финал группы «B» (встреча 1)               | Ярмо Овермарк                              | Финляндия                                    | Поражение                                  | 1-6                                        | 1                                          | 1                                          | 6:00                                       |
| Финал группы «B» (встреча 3)               | Момир Петкович                             | Югославия                                    | Победа                                     | 5-1                                        | 3                                          | 4                                          | 6:00                                       |
| Финал                                      | Йон Драйка                                 | Румыния                                      | Поражение                                  | 3-4                                        |                                            |                                            | 6:00                                       |

В 1987 году был четырнадцатым на чемпионате мира. В 1988 году стал бронзовым призёром Средиземноморских игр. На Олимпийские игры 1988 года по каким-то причинам, которые борец считает несправедливыми, не отобрался. 
В 1991 году был пятнадцатым на чемпионате мира.  
По основной профессии пожарный. С 1998 по 2000 год был тренером сборной Греции по греко-римской борьбе. . Основатель Ассоциации греческих олимпийцев. 
Отец двух сыновей. 